# لايد تو رست (فلم)
لايد تو رست (بالإنجليزية: Laid to Rest) فيلم رعب تم انتاجه في الولايات المتحدة وصدر سنة 2009، من بطولة توماس ديكر، نيك برينسيب ولينا هيدي.

## القصة
فتاة تستيقظ من النوم لتجد نفسها محبوسة في نعش مع وجود جرح في رأسها، وقد تعرضت لفقدان ذاكرة، مع مرور الوقت تكتشف أنها ضحية لقاتل متسلسل مختل، قام بخطفها وحبسها، تحاول قضاء ليلتها والخروج من هذا المأزق، لكن هذا الشخص المختل لا يترك لها الفرصة، ويزيد الأمر صعوبة استخدامه للعديد من الوسائل التكنولوجية المعقدة.

## وصلات خارجية
- مقالات تستعمل روابط فنية بلا صلة مع ويكي بيانات

- لايد تو رست على imdb
- لايد تو رست على rotten tomatos
- لايد تو رست على allmovies